# Sylvie Vartan chante pour les enfants volume 2
Albums de Sylvie Vartan
Sensible
(1998) Irrésistiblement Sylvie
(1999)
Sylvie Vartan chante pour les enfants volume 2  est le 35e album studio de Sylvie Vartan, il sort en 1998. L'opus fait suite au premier volume paru en 1997.

## Liste des titres
| No  | Titre                         | Paroles | Musique | Durée |
| --- | ----------------------------- | ------- | ------- | ----- |
| 1.  | Compère Guilleri              |         |         | 2:23  |
| 2.  | Dame Tartine                  |         |         | 2:56  |
| 3.  | Nous n'irons plus au bois     |         |         | 2:14  |
| 4.  | Le temps des cerises          |         |         | 3:00  |
| 5.  | Y'a une pie                   |         |         | 1:00  |
| 6.  | Auprès de ma blonde           |         |         | 2:16  |
| 7.  | Prom'nons nous dans les bois  |         |         | 2:06  |
| 8.  | Hey Ratchitchki               |         |         | 1:06  |
| 9.  | Le roi Dagobert               |         |         | 2:33  |
| 10. | Ne pleure pas Jeannette       |         |         | 2:17  |
| 11. | Zaitchentzeto Bialo           |         |         | 2:21  |
| 12. | Frère Jacques                 |         |         | 1:06  |
| 13. | Ballade à la lune             |         |         | 1:50  |
| 14. | Malbrough s'en va-t-en guerre |         |         | 3:58  |
| 15. | 1,2,3                         |         |         | 0:23  |